# Oktiabrski (przystanek kolejowy)
Oktiabrski (biał. Акцябрскі, ros. Октябрьский) – przystanek kolejowy w miejscowości Oktiabrski, w rejonie oktiabrskim, w obwodzie homelskim, na Białorusi. Położony jest na linii Bobrujsk - Rabkor.